# Problemas enfrentados por Ultima Online
El juego de rol Ultima Online ha visto muchas revisiones importantes a través de su historia. Esto incluye revisiones del juego, cambios de personal, modernizaciones técnicas y cambios fundamentales del diseño. Con pocos MMORPG anteriores como para aprender de ellos, el personal de Ultima Online estaba explorando un terreno nuevo, y tuvo que resolver asuntos complejos que nunca habían sido enfrentados en un juego comercial en esta escala. La importancia de entender la psicología, interacción social, economía, y otros problemas llegó a ser cada vez más importante a medida que un comportamiento social complejo se iba desarrollando.
En el preestreno del desarrollo del juego, una economía bien equilibrada, realista y una buena estructura social era la meta. Mientras que no casi todas las características que se planearon para incorporarse en el juego estuvieron presentes en el primer lanzamiento, los desarrolladores se las arreglaron para darle casi todo el control a los jugadores en términos de lo que podían hacerle a los otros jugadores, y al mundo en general. Esto causó repercusiones permanentes que todavía hacen frente en el juego todavía.

## El "Macreo"
La mayoría de las habilidades en Ultima Online se pueden avanzar en forma simple, vía repetitivos movimientos del mouse. Debido a esto, y con la ayuda del sistema de macros del juego, el extenso macreo desatendido tomo lugar con el propósito de avanzar en las habilidades, stats o algunas veces las riquezas. Mucha gente decidió usar un programa de macros para entrenar a su personaje, aunque el mismo efecto podía lograrse usando un peso sobre la tecla deseada.
El Macreo no es tan efectivo como solía ser. No solo hay códigos en el servidor que detectan el uso de programas no-aprobados, sino que el sistema de juego ha cambiado para hacer que la ganancia de habilidades sea casi imposible de lograr mediante simplemente repetir los mismos movimientos una y otra vez (con la excepción de algunas habilidades de artesanía).
Puesto que ha ocurrido el lanzamiento del juego, algunas contramedidas, incluyendo los castigos más terminantemente hechos cumplir para esos tomó macroing mientras que no en el teclado, así como código en el servidor que supuesto las ayudas detectaron a los que son probables ser violadores de la regla. En peligroso de sitio, un casco diseñó ser más difícil que la mayoría, un sistema modificado del aumento de la habilidad está en el lugar que solamente no prohíbe a cantidades pequeñas de adelanto cada día, para combatir macroing.
Algunos han instado a Electronic Arts para que incluya un sistema de macreo más avanzado en el juego, y así hacerlo menos monótono. La gente que sufría del síndrome del túnel carpiano encontraba el hecho de repetir clicks doloroso y hasta prohibitivo, y hasta ha habido amenazas de acción popular.
El macreo desatendido es especialmente castigables, y si un personaje es encontrado macreando (con o sin el uso de algún tercer programa), deberá enfrentar a un Game Master que le dirá algo para que responda -- si falla en esta prueba se le da un aviso, y esto podría resultar en una suspensión o incluso en la clausura de la cuenta.

## Griefing

### Griefing
Originalmente, había muy pocas restricciones artificiales en cómo los jugadores podrían obrar, y los desarrolladores proporcionaron mecanismos para atacar y robar a otros jugadores. La mayoría de los fraudes y otros medios usados para crear una ventaja vía la explotación de otros jugadores no fueron restringidos, a excepción de cuando los errores del juego estaban implicados.
Los desarrolladores agregaron inicialmente un sistema con el que el servidor categorizaba a criminales, a asesinos e inocentes, destacando su nombre con sombreado de colores (azul para inocentes, gris para criminales y rojo para asesinos). Esto, sin embargo, también tuvo sus problemas -- muchos actos criminales podían ser realizados accidentalmente mientras se trataba de hacer algo legal, y los jugadores desafortunados que se volvían "grises" podían ser asesinados por NPCs u otros jugadores que pasen por ahí, sin importar la razón por la que se hubieran hecho criminales.  Los jugadores que mataban a otros solo por su estatus y sin importar la razón eran llamados "noto-PKs". Posteriormente los desarrolladores implementaron una característica conocida como "statloss", que disminuía las habilidades y estadísticas después de la muerte si el jugador era un asesino. el Statloss fue muy controvertido y fue citado a menudo, por los jugadores asesinos y otros que apoyaban el PvP, como una muestra de que los desarrolladores del juego apoyaban el "otro" estilo de juego. Finalmente, las depredaciones masivas de la comunidad "roja" causaron la creación de un mundo paralelo, llamado Trammel, donde allí solo podía existir el PvP consentido y los robos mientras se estuviera en guerra.
Se criticó que se estaba yendo demasiado lejos en la dirección opuesta, y muchos jugadores citaron este nuevo cambio como la caída del comportamiento interesante y complejo, tradicional de Última indicando que las leyes que el servidor había forzado estaban muy simplificadas para ser apropiadas en muchas situaciones y le habían hecho más daño a largo plazo al servidor que ayudarlo. A pesar de todo, casi toda la gente se mudó a Trammel, y el viejo mundo (llamado Felucca) quedó prácticamente abandonado. Muchos MMOs han seguido el ejemplo de Trammel, y no han permitido el PvP o el robo en ciertos lugares (si es que hay algún sistema de robo).
En los MMOs que permitieron el combate, consentido o no, normalmente la cantidad de objetos que podían ser obtenidos del cadáver del jugador eran limitados (en algunos casos ninguno). Ultima Online en un principio no hacía ningún tipo de distinción, y todos los objetos que el jugador tenía en el momento de su muerte se quedaban en el cadáver, y podían ser obtenidos. Esto dio un gran incentivo al "griefing", ya que era mucho más lucrativo matar y robar a otros jugadores que a un monstruo. Un troll promedio llevaba entre 200 y 300 piezas de oro; un jugador podía llevar un set completo de armadura, objetos mágicos, y otros consumibles (ingredientes, pociones, vendajes, etc.), además de todo el oro que pudiera haber conseguido peleando. Como resultado, los jugadores más ricos eran a su vez los asesinos más exitosos. Un asesino exitoso podía fácilmente sacar diez veces más oro peleando con jugadores que con monstruos. Los que eran nuevos al juego, y que estaban acostumbrados a los RPGs de un jugador, acostumbraban a llevar todas sus posesiones con ellos, y cuando se les mataba, sus asesino se veían muy recompensados. Muchos jugadores novatos renunciaron al juego por la frustración que les producía esta situación, ya que se podía perder literalmente cientos de horas de trabajo en segundos con una bien preparada emboscada.
Algunos todavía se cuestionan los métodos usados para combatir el "griefing". Raphael Koster dijo:
Ponerse a salvo del mal es, en mi opinión, un intercambio equivocado por el hecho de que no van a poder ser un héroe nunca más, cuando puedes simplemente optar por combatir el mal. Puede que nadie quiera ser héroe excepto cuando no es un desafío, esa gente puede preferir pelear contra el "mal fingido" que contra la cosa real, pero yo personalmente no lo creo así. Sigo pensando que la gente es mejor que eso.

### Estafas
Otro problema común en el juego fueron las estafas que se realizaban entre los jugadores. Las estafas eran legales en la "Segunda era", pero se volvieron ilegales con la llegada de Ultima Online Renaissance. Pero como los Game Masters recibían demasiadas quejas, las estafas fueron hechas legales con la implementación del Publish 18. Después de que las estafas se volvieran legales muchos jugadores se hicieron conocidos por ser artistas de la estafa.

## Vivienda
Otro problema se planteó con el uso de las casas que el jugador poseía. UO siempre había permitido a sus jugadores comprar casas y construirlas en prácticamente cualquier pedazo plano de tierra. En los primeros meses el principal problema era que perder la llave significaba perder la casa, y si alguien se las arreglaba para meterse en la casa (ya sea por el uso inadecuado de un error o simplemente por esperar que alguien abriera la puerta), podía robar todo lo que hubiera en ella. Estos problemas se arreglaron cuando hicieron las llaves de la casa "benditas" (es decir, ni eran robables ni se quedaban en el cadáver), y brindando ciertos comandos especiales para bloquear los objetos al suelo. Además la posesión de la casa se definía separadamente de la simple posesión de una llave.
Después de un par de meses, cuando algunos jugadores y clanes tenían suficiente dinero para comprar muchas casas, se extendió la práctica de usar carpas u otras casas baratas para crear murallas y encerrar enormes pedazos del mundo como áreas privadas. Era una solución común para evitar problemas, cuando se tenía una torre o una casa muy grande, construir tres o más casas alrededor de la entrada, evitando que algún extraño pudiera entrar. Esta fue la excusa de muchos para construir verdaderos fuertes. Los desarrolladores finalmente abrieron los más grandes borrando algunas casas y poniendo restricciones en las reglas de las casas, no permitiendo construir en un punto si no había espacio suficiente entre la nueva casa y las anteriores.
Cuando Trammel fue introducido, no había literalmente ningún espacio de tierra libre en Felucca donde cupiera una casa que no estuviera ocupado. Grandes terrenos salvajes estaban cubiertos por una espesa masa de casas, haciendo espacios supuestamente "salvajes" parecer ciudades. Cuando las casas fueron activadas en Trammel, decenas de miles de jugadores simultáneamente intentaron competir por las ubicaciones "estelares" para ciertos tipos de casas, resultando en masivas teletransportaciones, causando cantidades extremas de retraso en el servidor. Durante algunos años el espacio para las casas era escaso, dado en parte por las crecientes subscripciones y las lentas restricciones en cuanto al número de casas por cuenta. Varios mundos fueron introducidos sin la capacidad de colocar casas para proteger su atmósfera. Casi todas las transacciones de casas en este tiempo fueron casas que se vendían de jugador a jugador, o de gente esperando que las casas se "derrumbaran" (desaparecían con la falta de uso). En años recientes se han introducido áreas adicionales para colocar casas. 
Las casas personalizables fueron introducidas en Ultima Online: Age of Shadows. Originalmente el concepto fue prototipado por Vex (un diseñador del equipo Última).

### Economía
Ultima Online tiene una larga historia de lucha con su economía. El dinero ha sido añadido al juego mucho más rápido de lo que se consume, produciendo una devaluación del oro. El oro entra al juego mediante la matanza de monstruos, la búsqueda de tesoros, y mediante la manufactura de objetos (que son subsecuentemente vendidos a los NPCs), mientras que el principal medio de escape del oro es por la venta de ingredientes.

### Vendedores de los jugadores
Una característica de Ultima Online es la habilidad de los jugadores de establecer una tienda propia. El jugador puede comprar un contrato que le permite colocar un vendedor NPC alrededor de la casa del jugador. Esto ayuda indirectamente al tema de la congestión con las casas, ya que un lugar bien transitado puede lograr ganancias sustanciales. Vendedores cerca de calabozos pueden vender suministros como vendajes o ingredientes a precios bastante mayores que en otras partes.
Los vendedores contribuían al aspecto comunitario del juego en varias maneras. Los objetos creados por artesanos maestros tienen algunas ventajas (como por ejemplo aumento de daño en las armas). De este modo, los maestros artesanos podían fijar vendedores y volverse conocidos por la calidad de sus productos. Asimismo los vendedores alientan la caza de monstruos, ya que se puede llegar a un precio justo por un objeto raro, por el que un NPC pagaría una pequeña fracción de su valor en la práctica.

### La magia
Realizar hechizos mágicos en Ultima Online requiere el uso de algunos objetos conocidos como "reagents" o reactivos. Los reagents pueden ser encontrados en forma "salvaje" en pequeñas cantidades. Sin embargo, la principal fuente de reagent en el mundo eran los vendedores NPC, que daban en stock una cantidad limitada de reagent, que se rellenaba después de un tiempo. Como resultado, la demanda era mucho mayor que la cantidad en venta, y de esa manera los jugadores podían comprar el stock entero de un vendedor y venderlo en su propia tienda en varias veces el precio original. De este modo, los vendedores de los jugadores se volvieron el distribuidor primario de los reactivos. Mientras que este la capacidad de reventa de reagents aumentaba, el precio de estos lo hacía también, así que el uso de magia se volvió económicamente prohibitivo para muchos jugadores. La inversión financiera requerida para volverse un usuario Grandmaster en magia escapaba de los bolsillos de muchos jugadores.

## Bugs
Ultima Online ha sufrido numerosos "bugs" o errores a través de su historia. Muchos sistemas usados en Ultima Online pudieron ser vistos en los juegos de la serie Última, y muchos de los mecanismos siguieron siendo los mismos, pero el empleo de la infraestructura de un servidor tuvo repercusiones radicales que cambiaron las maneras en las que los desarrolladores diseñarían sus MMOs luego.
A diferencia de los juegos comerciales de antes, una vez que un bug era encontrado y explotado en Ultima Online, los efectos de este bug normalmente se volvían una parte permanente del juego. Muchos clientes se perderían si se realizaba un reinicio completo o parcial del juego, y muchas de las repercusiones de los bug explotados eran o muy complejas de corregir o afectaban a usuarios inocentes, por ejemplo algunos que inocentemente compraban un objeto creado mediante un bug. Remover el objeto sería ofensivo para el jugador inocente, y revertir la transacción sería impracticable.
Muchos de estos bugs eran usados para conseguir objetos que de otra manera sería imposible conseguir, y funcionaban enviando paquetes falsos al servidor, que devolvía como resultado estos objetos. Esto se corrigió después de la versión 3.0.0 del cliente. 

### Cubos de tinte negro
Los cubos de tinte negro son un famoso ejemplo; estos eran creados originalmente enviando un paquete falso al servidor cuando un color estaba siendo elegido. Un tercer programa modificaba el color elegido por el cliente y cambiaba el color elegido a uno que no era posible de elegir mediante el cliente, en este caso el color negro. Estos cubos alcanzaron tal popularidad que EA finalmente los regaló a algunos jugadores que cumplían cierto criterio, para consternación de algunos que pagaban gran cantidad de dinero para adquirir los ilegales, para aquellos que no podían tener estos nuevos colores exóticos.

### Velocidad de caminata
La velocidad de caminata podía ser modificada mediante un programa llamado UO Extreme. Enviaba paquetes de "caminar" y "correr" más rápido que cualquier cliente normal era capaz. Esto ocurrió hasta que se tomó una medida definitiva; cualquier persona que era capturada modificando su velocidad era permanentemente expulsado del juego, pero la tendencia siguió de todos modos. Aunque el uso de estos programas se usaba de manera menos obvia, su uso durante el PvP afectaba dramáticamente los resultados.

### Caminar a través de las paredes
La habilidad de caminar por las paredes y cualquier otra estructura obstructiva se lograba dándole al cliente información falsa acerca de estos objetos. Originalmente, el cliente era responsable de todas las detecciones de colisión con los objetos no-dinámicos, y el cambiar como se comportara podía lograrse de distintas maneras. El archivo "statics" contenía toda la información acerca de los objetos estáticos, y podía ser editado o blanqueado para remover los objetos con los que se podía colisionar. También se podía lograr usando el archivo parche del cliente "verdata" que editándolo se podía modificar la "obstructividad" de los objetos, es decir, dejar las murallas en su lugar, pero haciendo posible caminar por ellas. Incluso empezó a circular un "verdata" que hacía justamente eso. Inicialmente las áreas importantes, como Britain y las otras ciudades tenían todas sus murallas duplicadas como objetos dinámicos en el servidor. Así, la colisión debía ser revisada por el cliente y el servidor, y podía ser denegada incluso si el cliente lo había permitido.

### Duplicado
Un error para duplicar objetos empezó en los inicios del juego, y solo de resolvió después de un año Se lograba dejando cierto tipo de objetos en el suelo (casi siempre oro y reactivos), teletransportándose lejos y apagando el cliente antes de llegar a destino. El servidor tiene muchos computadores controlando las diferentes regiones, y si se mueve en una distancia suficiente, el personaje se puede perder en la transferencia. Cuando el personaje volvía al juego, el servidor usaba el último respaldo del jugador, que incluía el objeto duplicado.
La masiva falsificación de oro y reactivos tomo lugar y contribuyó a una economía altamente desbalanceada. Los trueques empezaron a tomar lugar, especialmente entre los buenos jugadores que no querían comprarle a los NPCs usando oro. Después de arreglado el error, los desarrolladores del juego intentaron "drenar" la mayor cantidad de oro, mediante subastas (por ejemplo una teñida de pelo rojo), o también proveyendo objetos raros por grandes sumas de oro. Al final todo lo que hicieron tuvo un pequeño impacto, y es cuestionado cuanto desastre había quedado en primer lugar.

## Controversia infantil
Ultima Online estaba originalmente pensado para manejar imágenes representando niños. Estas imágenes aparecían en la versión Beta del juego, pero fueron removidas en la versión final, debido a la preocupación de que el juego no pudiera alcanzar un nivel aceptable si los usuarios encontraban maneras de abusar de los niños, incluso si no tenían animación de pelea. El material gráfico siguió circulando en internet, como un "verdata" y es usado a veces en algunos servidores piratas, usualmente como parte del paisaje.

## Dispersión de los jugadores
Ultima Online debutó con tres servidores, uno en cada mundo, y cerca de una docena de pueblos. Incluso con la relativamente poca cantidad de jugadores al mismo tiempo (que era muchas veces el número esperado), muchos pueblos eran descritos como vibrantes y vivos por la alta concentración de jugadores. Casi todo pueblo tenía jugadores en casi toda esquina, y la cantidad de interacción entre ellos era alta. Esa interacción era a menudo citada como el atractivo primario del nuevo género que Ultima Online estaba promoviendo.
Para aguantar la situación del lag, algunos servidores adicionales fueron agregados para distribuir el trabajo. Algunos servidores nuevos fueron agregados ocasionalmente con la intención de empezar todo de nuevo en un mundo sin descubrir, donde los efectos a largo plazo de los bugs no se sentían, y donde había menos jugadores de alto nivel con quien competir. Esto incluso fue hecho como una estrategia de mercado para crear servidores asiáticos, donde solo gente de Asia jugaba en sus primeros meses. El número actual de servidores es de un par de docenas. 
Además, con cada expansión venía nueva tierra para ser explorada, en forma de mundos adicionales. De este modo, los jugadores se dispersaron aún más. También ayudó a esto la adición de Trammel, ya que muchos jugadores se mudaron a Trammel para evitar conflictos. Cuando multiplicas el número de mundos por el número de servidores, claramente la actual cantidad de terreno disponible por jugador es muy superior a la inicial, haciendo la probabilidad de encontrarse con otros jugadores menor, incluso en áreas populares, y la mayoría de los encuentros no casuales se perdieron. También a medida que los jugadores comparaban casas, requerían menos el hecho de estar en los pueblos, por lo que esto también ayudó a la dispersión.